# ری چارلز
ری چارلز رابینسون (به انگلیسی: Ray Charles Robinson) با نام هنرمندی ری چارلز (زاده ۲۳ سپتامبر ۱۹۳۰ – درگذشته ۱۰ ژوئن ۲۰۰۴) نوازنده مشهور آمریکایی پیانو و کیبورد الکتریک و خواننده سبک‌های جاز و ریتم اند بلوز بود. ری چارلز رابینسون پسر بیلی رابینسون، کارگر و آرتا ویلیامز بود.
او از پیشگامان موسیقی سول و پیانو بود که به شکل‌دهی به صدای ریتم اند بلوز پرداخت و به همه سبک‌ها صوتی سول‌وار بخشید از موزیک کانتری گرفته تا استانداردهای پاپ.
فرانک سیناترا او را «تنها نابغه واقعی در حرفه ما» نامید.
 وی در دوران کودکی بینایی خود را از دست داد.

## فیلم‌شناسی
- پخش زنده شنبه شب (۱۹۷۷)
- برادران بلوز (۱۹۸۰)
- رابطه عاشقانه (۱۹۹۴)
- ضد جاسوسی (۱۹۹۶)
- ری (۲۰۰۴)